# Генеральный регламент

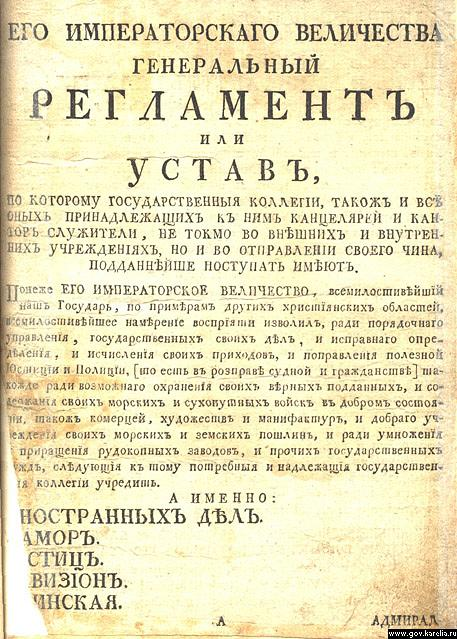
Генеральный регламент

Генеральный регламент («Генеральный регламент или устав, по которому государственные коллегии, також и все оных принадлежащих к ним канцелярий и контор служители, не токмо во внешних и внутренних учреждениях, но и во отправлении своего чина, подданнейше поступать имеют») — устав государственной гражданской службы в России XVIII—XIX веков, изданный 28 февраля (10 марта) 1720 года. Составлен при участии Петра I.
Генеральный регламент ввёл систему делопроизводства, получившую название «коллежской» по названию учреждений нового типа — коллегий. Доминирующее значение в этих учреждениях получил коллегиальный способ принятия решений присутствием коллегии, в состав которого входили президент, вице-президент, члены коллегий, секретарь, нотариус, переводчик и др. Генеральный регламент определял порядок обсуждения дел в коллегиях, организацию делопроизводства, взаимоотношения коллегий с Сенатом и местными органами власти. Генеральный регламент утратил значение с изданием Свода законов Российской империи в 1832 году.

## История создания
В основание Генерального регламента, составленного Г. Фиком по заданию царя, было положено описание шведского устава, указ от 28 апреля (9 мая) 1718. Сам текст указа был разослан президентам только трёх коллегий: Камер-коллегии, Ревизион-коллегии и военной.
Указом 11 (22) июня 1718 года было велено во всех коллегиях произвести сводку норм шведского регламента с русскими нормами и представить в Правительствующий сенат рапорты, о выявленных разногласиях.
В начале 1719 года регламент был прослушан в Сенате, но подписан Петром только в следующем году (28 февраля (10 марта) 1720 года), и в марте была начата рассылка печатных экземпляров регламента по коллегиям.
Генеральному регламенту противопоставлялись регламенты специальные (партикулярные), о которых не раз упоминается в самом Генеральном регламенте. Такие специальные регламенты были изданы не для всех коллегий: известны регламенты Штатс-контор-коллегии (февраль 1719 года), Коммерц-коллегии (марта 1719 года и января 1724 года), Камер-коллегии (декабря 1719 года), Мануфактур-коллегии (декабрь 1723 года) и Адмиралтейской коллегии (апрель 1722 и октябрь 1723 года). Действие Генерального регламента было подтверждено в марте 1724 года особым указом.

## Содержание документа
Генеральный регламент состоял из небольшого введения и 56 глав. К нему было также приложено толкование иностранных слов, в него вошедших.